# 沃洛克阴谋
《沃洛克阴谋》是一个由加州大学洛杉矶分校法学院教授尤金·沃洛克（Eugene Volokh）于2002年创建的法律博客。它从意识形态的取向出发，关注法律和政治议题。该网站称自己的立场「一般来说是美国式自由意志主义、保守主义、中间主义，或者是它们的混合」。
该博客的名称是对希拉里·克林顿在1998年声称有一个“巨大右翼阴谋”（"vast right-wing conspiracy"）的戏称，她认为这个阴谋正在迫害她和她的丈夫比尔·克林顿总统。2007年，《高校情报》（Inside Higher Ed）的安迪·盖斯写道，它是“美国阅读量最大的法律博客之一”，它 “在该领域的影响力和直接影响，可能超过大多数法律评论刊物”。
《大西洋杂志》亚当·泰霍尔茨（Adam Teicholz）称，相较于其它博客，《沃洛克阴谋》在影响美国人反对《患者保护与平价医疗法案》这方面发挥了重要作用。2013年，《沃洛克阴谋》被《美国律师协会期刊》纳入“法律博客名人堂”（"Blawg 100 Hall of Fame"）。
2014年1月，《沃洛克阴谋》网站迁移至《华盛顿邮报》，同年6月采用付费墙（paywall）模式。不过，该博客保留了其对内容的完全编辑控制权。
2017年，它又从《华盛顿邮报》迁移到《理性杂志》，沃洛克称这样做是为了自由访问和自由编辑，以便于在引用的材料中加入未经编辑的脏话。